# Ludwig Soumagne

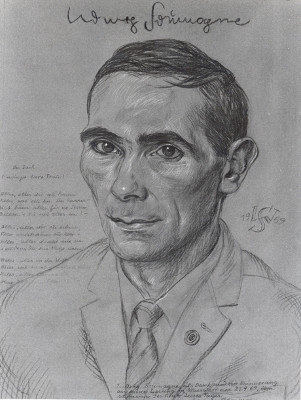
Ludwig Soumagne (gezeichnet von Werner Schramm, 1969)

Ludwig Soumagne (* 11. Juni 1927 in Norf bei Neuss; † 22. Oktober 2003 ebenda) war ein niederrheinischer Mundartdichter.

## Leben
Er besuchte die Oberrealschule in Neuss, absolvierte eine Lehre zum Bäcker- und Konditormeister und führte eine Bäckerei in Neuss-Norf.
Sein bekanntestes Werk ist die Litanei, ein Gedicht, das den Herrgott bittet, die „Dolle“ (Verrückten) zu beschützen, die für „uns“ allerlei mühselige Arbeit tun. Es ist in mehr als 300 Sprachen und Dialekte übersetzt worden.
Soumagne schrieb seit 1946 Lyrik und Prosa. Seit 1956 war er Mitglied der Fachgruppe 'Rheinische Mundartschriftsteller' im Rheinischen Heimatbund. Er hatte zahlreiche Veröffentlichungen in den Zeitschriften „Der Niederrhein“ und „Die Heimat“. 1966 brachte er seinen ersten Gedichtband heraus. Seitdem wurde er einer der bedeutendsten niederrheinischen Mundartdichter. Er wurde oft als Gastdozent an die Pädagogische Hochschule Neuss geladen.
Außerdem war er 20 Jahre lang Hörspielautor des WDR, Mitglied des P.E.N. und Gründungsmitglied des Internationalen Dialektinstituts Wien.
1989 wurde das Internationale Mundartarchiv des Rhein-Kreises Neuss in Dormagen-Zons noch zu seinen Lebzeiten nach ihm benannt.

## Ehrungen
- Reisestipendium des Kultusministers des Landes Nordrhein-Westfalen (1974)
- Förderpreis des Landes Nordrhein-Westfalen für junge Künstlerinnen und Künstler (1975)
- Bundesverdienstkreuz (1985)
- Benediktpreis von Mönchengladbach (1986)
- Verdienstorden des Landes Nordrhein-Westfalen (1988)
- Bundesverdienstkreuz 1. Klasse (1995)
- Ludwig-Soumagne-Weg in Neuss-Norf

## Mitgliedschaften
- Verband deutscher Schriftstellerinnen und Schriftsteller
- Autorenvereinigung Die Kogge
- Fachgruppe „Rheinische Mundartschriftsteller“ beim Landschaftsverband Rheinland
- Niederdeutscher Rat

## Werke (Auswahl)
- Lyrik:
  - Ech an mech, 1966
  - Dat kalde Büffee, 1972
  - Sargnääl möt Köpp, 1974
  - Usjesproche näverbeee bemerk, 1979
  - Brut vom Bäcker, 1984
  - En't Jebett jenomme, 1987
  - Opjeläse ongerm Schrievdösch, 1994
  - Rief für die Insel, 1999
- Hörspiele:
  - Dä Angere, WDR 1977
  - et roch schon no Äppel un Nöss, WDR 1979
  - net jrad e Kengerspill, WDR 1984
  - lebendig bejrave?  WDR 1986
- Theaterstücke:
  - Jetz bloß net de Nerve verliere, 1990